# Pseudohutia podstępna
Pseudohutia podstępna (Hexolobodon phenax) – wymarły gatunek gryzonia z monotypowego rodzaju pseudohutia (Hexolobodon) i plemienia pseudohuti (Hexolobodontini) zaliczanych do podrodziny huti w rodzinie kolczakowatych (Echimyidae). Występował na wyspie Hispaniola – na terenie obecnej Republiki Dominikańskiej i na Haiti.

## Literatura
- Woods, C. A. 1984. Hystricognath rodents. pp. 389–446 in Anderson, Sydney and J. Know Jones, Jr. (eds.). Orders and familes of mammals of the world. John Wiley and Sons, New York.
- Woods, C.A.; Kilpatrick, C.W. Infraorder Hystricognathi. In: Wilson, D.E.; Reeder, D.M. (Eds.). Mammal Species of the World: A Taxonomic and Geographic Reference. 3. ed. Baltimore: Johns Hopkins University Press, 2005. v. 2, p. 1538-1600.